# Caledonia (Ontario)
Pour les articles homonymes, voir Caledonia (homonymie).
Pour les articles homonymes, voir Caledonia.
Caledonia est une communauté située sur la rivière Grand dans le comté de Haldimand, en Ontario, au Canada. Elle avait une population de 12 179 personnes
selon le recensement du Canada de 2021. Caledonia se trouve dans le quartier 3 du comté de Haldimand. Le conseiller élu pour le quartier 3 est Dan Lawrence. En 2021, il y avait 4 310 habitations privées à Caledonia.